# Lorch, Hessen
Lorch är en stad i Rheingau-Taunus-Kreis i det tyska förbundslandet Hessen. Lorch, som för första gången omnämns i ett dokument från år 1085, har cirka 4 000 invånare. En av stadens sevärdheter är borgruinen Nollig.

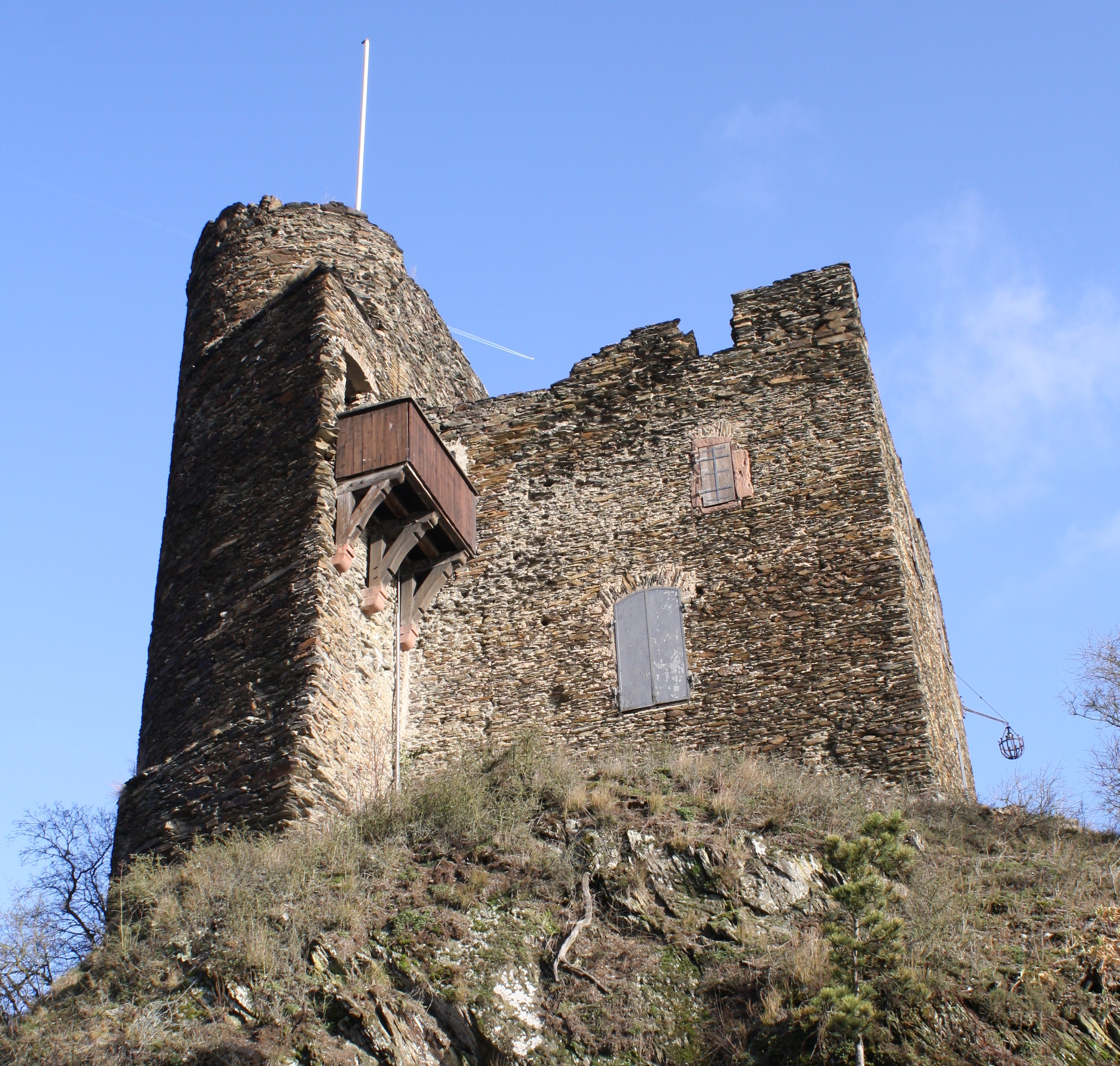
Nollig borgruin.

Lorch har sex Ortsteile: Kernstadt Lorch, Lorchhausen, Espenschied, Ransel, Ranselberg och Wollmerschied.